# Antoni Siwicki
Antoni Siwicki, ros. Антон Теофилович Сивицкий (ur. 15 czerwca?/28 czerwca 1900 w miejscowości Palcze, zm. 21 stycznia 1977 w Moskwie) – generał-major Armii Czerwonej i  generał brygady ludowego Wojska Polskiego.

## Życiorys
Do 1916 skończył 6 klas szkoły powszechnej w Kijowie, potem był czeladnikiem w piekarniach. Od marca 1918 żołnierz Armii Czerwonej, w 1919 dowódca plutonu i absolwent oficerskiej szkoły piechoty w Symbirsku. Walczył na Froncie Wschodnim i Turkiestańskim, gdzie był 3 razy ranny. Od kwietnia 1924 zastępca dowódcy kompanii, od marca 1925 dowódca batalionu, od jesieni 1926 szef sztabu pułku. W 1936 ukończył Akademię Wojskową im. M. Frunzego. Wykładowca na kursach oficerów sztabowych, dowódca baonu w szkole oficerskiej piechoty. W sierpniu 1938 zwolniony i przeniesiony do rezerwy z powodu polskiego pochodzenia, przywrócony do służby w kwietniu 1940. W czasie wojny radziecko-niemieckiej oficer oddziału operacyjnego armii (1941–1942), szef sztabu dywizji piechoty (1942), zastępca dowódcy dywizji piechoty. W maju 1943 w stopniu pułkownika oddelegowany jako szef sztabu 1 Dywizji Piechoty i do Związku Patriotów Polskich. Generał z lutego 1944, dowódca 2. Dywizji Piechoty. Po zakończonej niepowodzeniem próbie przyjścia z pomocą powstaniu warszawskiemu mianowany szefem sztabu Formowania i Uzupełnień WP.
Po zakończeniu wojny szef sztabu Okręgu Wojskowego nr IV, szef Oddziału I Sztabu generalnego WP w latach 1947–1948, później zastępca szefa Sztabu Generalnego WP. W 1951 wyjechał do Moskwy na studia w Akademii im. Woroszyłowa. W 1952 formalnie przeniesiony do armii radzieckiej.
Pochowany na Cmentarzu Nikołajewskim 25 stycznia 1977; w pogrzebie wziął udział ambasador PRL Zenon Nowak, zastępca szefa Sztabu Zjednoczonych Sił Zbrojnych Państw – Stron Układu Warszawskiego gen. broni Józef Kamiński, gen. bryg. Jerzy Dymkowski i były szef Sztabu Generalnego WP Jerzy Bordziłowski.

## Ordery i odznaczenia
- Order Lenina (ZSRR, 21 lutego 1945)
- Order Czerwonego Sztandaru (ZSRR, trzykrotnie: 3 listopada 1944, 13 maja 1945, 20 czerwca 1949)
- Order Wojny Ojczyźnianej I stopnia (ZSRR, 14 lutego 1943)
- Order Czerwonej Gwiazdy (ZSRR, dwukrotnie, w tym 28 października 1967)
- Medal „Za zwycięstwo nad Niemcami w Wielkiej Wojnie Ojczyźnianej 1941–1945” (ZSRR)
- Medal „Za wyzwolenie Warszawy” (ZSRR)
- Medal „Za zdobycie Berlina” (ZSRR)
- Medal jubileuszowy „Dwudziestolecia zwycięstwa w Wielkiej Wojnie Ojczyźnianej 1941–1945” (ZSRR)
- Medal jubileuszowy „W upamiętnieniu 100-lecia urodzin Władimira Iljicza Lenina” (ZSRR)
- Medal jubileuszowy „30 lat Armii Radzieckiej i Floty” (ZSRR)
- Medal jubileuszowy „50 lat Sił Zbrojnych ZSRR” (ZSRR)
- Order Krzyża Grunwaldu II klasy (3 stycznia 1945)
- Krzyż Komandorski Orderu Odrodzenia Polski (1945)
- Krzyż Srebrny Orderu Virtuti Militari (11 maja 1945)[1][2]
- Krzyż Walecznych (dwukrotnie w 1944)
- Złoty Krzyż Zasługi (1946)
- Srebrny Medal „Siły Zbrojne w Służbie Ojczyzny” (1968)
- Brązowy Medal „Siły Zbrojne w Służbie Ojczyzny” (1951)
- Medal „Za udział w walkach o Berlin” (1966)
- Złota odznaka „Na Straży Pokoju” (1976)
- Krzyż Wojenny Czechosłowacki 1939 (Czechosłowacja)[3]

Źródło:.